# Roses (Lied)
Roses (dt.: „Rosen“) ist ein Lied des US-amerikanischen
DJ-Duos The Chainsmokers in Zusammenarbeit mit der US-amerikanischen Sängerin Elizabeth Mencel, bekannt unter ihrem Künstlernamen Rozes. Das Lied ist die zweite Singleveröffentlichung aus der Debüt-EP Bouqet und erschien am 16. Juni 2015. Roses erreichte die Top-10 der Billboard Hot 100, sowie die Top-25 in Deutschland, Österreich und der Schweiz.

## Hintergrund
The Chainsmokers wurden durch Hype Machine, einem englischsprachigen Musik-Blog, auf das Lied Limelight von Rozes aufmerksam, woraufhin sie die Sängerin einluden, einen Song gemeinsam zu schreiben. Roses wurde bereits beim ersten Treffen innerhalb von sechs Stunden fertig geschrieben, wobei Rozes maßgeblich beim Schreiben des Textes beteiligt war. Bei der Produktion des Liedes ließ sich das DJ-Duo neben anderen von Max Martin und Taylor Swift inspirieren. Laut eigener Aussage der beiden wollten sie Popmusik mit einem gewissen Indie-Flair produzieren und unter anderem die Leute überraschen, die sie nach ihrer Debüt-Single #Selfie bereits als One-Hit-Wonder bezeichneten.
Roses wurde bereits im Sommer 2015 veröffentlicht, konnte zum Release jedoch noch keine Charterfolge erreichen. Nachdem Justin Bieber den Song als seinen aktuellen Lieblingssong bezeichnet hatte und zudem ein Video bei Instagram hochlud, bei dem er zu diesem Lied tanzt, erfuhr das Lied einige zusätzliche Promotion und stieg ab Ende 2015 peu à peu in die verschiedenen Singlecharts ein.
Der Name des Liedes wurde erst später entschieden. Auf Grund der wiederholenden Textstelle Say you’ll never let me go lag es nahe, das Lied so zu benennen, die Chainsmokers veröffentlichten jedoch kurz vorher die Single Let You Go, so dass eine Verwechslung der Lieder nicht ausgeschlossen wurde.

## Musikalisches und Inhalt
Roses ist ein Elektropop-Lied und wird sowohl von den Chainsmokers selbst als auch von verschiedenen Quellen zusätzlich dem Future-Bass zugeordnet. Der im Viervierteltakt komponierte Song ist in E-Dur geschrieben und besitzt ein Tempo von 100 Schlägen pro Minute. Die Akkorde wechseln zwischen E und Esus2, der Stimmumfang reicht von B3 bis B4. Charakteristisch für Roses ist ein Break mit Drop, bei dem der anfangs einfach gehaltene, jedoch fortan gesteigerte Beat und die Melodie kurz pausieren und danach die Melodie in anderer Form weitergeführt wird.
Gesungen wird Roses überwiegend von Rozes, wobei Taggart teilweise den Hintergrundgesang übernimmt. Der Aufbau des Liedes ist eher unüblich, so beginnt er mit der einzigen Strophe, bevor sich Hookline und Refrain abwechseln. Inhaltlich handelt Roses von einer Liebe, die das Lyrische Ich niemals zu Ende gehen lassen möchte, was besonders durch die Textzeile „Say you'll never let me go“ („Sag, dass du mich nie gehen lassen wirst“), die im Refrain mehrfach wiederholt wird, deutlich wird.

## Kritiken
Roses wurde von den Kritikern positiv bewertet. Sara Natkins von The Music Ninja gab an, dass das Lied beim Hören „die Ohren mit Anmut und die Gedanken mit Visionen eines wolkenlosen Himmels und Sonnenschein füllt.“ Des Weiteren lobt sie Rozes Gesang, der „mit der untypischen Stimme von Taggart harmoniert“. Arielle Gray von Inyourspeakers.com gab dem Lied acht von zehn Punkten. Sie lobte die Vielseitigkeit der Chainsmokers und bezeichnet Roses als „Sommer-Hymne“. Mike Nied von Dayswithdestiny.com lobte ebenfalls die „neue Seite des DJ-Duos“. Für ihn ist Roses „eines der traumhaftesten Stücke von Pop-Perfektion die ich in jüngster Vergangenheit gehört habe“. Chris Eschna von Dance-Charts.com beschrieb den Song als „innovativ und gut produziert“. Des Weiteren führte er an: „Die Single hat etwas eigenes, wodurch man sie einfach mal gehört haben muss, um sich seine eigene Meinung zu bilden.“

## Kommerzieller Erfolg

### Chartplatzierungen
Nach Veröffentlichung von Roses im Sommer 2015 blieb der kommerzielle Erfolg und Chartplatzierungen trotz positiver Kritiken vorerst aus. Durch Justin Biebers Promotion erfuhr der Song im Herbst 2015 mediale Aufmerksamkeit und erreichte am 7. November 2015 Platz 95 der Billboard Hot 100. In den kommenden Wochen stieg der Song langsam aber stetig, so dass er Mitte Januar 2016 die Top-20 erreichte. Ab Februar 2016 erreichte Roses die Top-10, Platz 6 am 13. Februar 2016 stellt die Höchstplatzierung in diesen Charts dar. Insgesamt verbrachte das Lied sechs Wochen in den Top-10 der Hot 100. Es war sowohl für die Chainsmokers, als auf für Rozes, der erste Top-10 Hit in ihrem Heimatland. In den Billboard Hot Dance/Electronic Songs erreichte Roses Anfang 2016 Platz 1 und konnte diese Platzierung drei Monate verteidigen. Für über 3 Millionen verkaufter Zertifikatseinheiten (Verkäufe und Musikstreaming) wurde Roses von der Recording Industry Association of America im Oktober 2016 mit drei Platin-Schallplatten ausgezeichnet.
Beflügelt durch den Erfolg in den US-amerikanischen Charts gelang Roses auch in Europa der Charteinstieg. Die deutschen Musikcharts erreichte das Lied erstmals am 22. Januar 2016 mit Platz 68. Am 1. April erreichte Roses Platz 24 und ist somit in Deutschland, genau wie in den Vereinigten Staaten, erfolgreicher als die Debüt-Single #Selfie. Ebenfalls Ende Januar 2016 stieg das Lied auch in die Ö3 Austria Top 40 ein. Mit Platz 18 als Höchstposition erreichte Roses in Österreich die Top-20. Bereits Ende Dezember 2015 notierte der Song erstmals in der Schweizer Hitparade. Als beste Platzierung wurde Platz 20 erreicht.
Im Hinblick auf die Charterfolge in den Vereinigten Staaten und in Rest-Europa positionierte sich Roses erst relativ spät in den britischen Singlecharts. Am 11. Februar 2016 erreichte das Lied Platz 92 und konnte sich in den folgenden Wochen bis auf Platz 22 steigern. Weitere Top-10-Platzierungen gelangen Roses in Australien (Platz 5), Neuseeland (Platz 8) und Norwegen (Platz 8).
| ChartsChartplatzierungen       | Höchstplatzierung | Wochen |
| ------------------------------ | ----------------- | ------ |
| Deutschland (GfK)              | 24 (27 Wo.)       | 27     |
| Österreich (Ö3)                | 18 (27 Wo.)       | 27     |
| Schweiz (IFPI)                 | 20 (28 Wo.)       | 28     |
| Vereinigte Staaten (Billboard) | 6 (31 Wo.)        | 31     |
| Vereinigtes Königreich (OCC)   | 17 (27 Wo.)       | 27     |

| ChartsJahrescharts (2016)      | Platzierung |
| ------------------------------ | ----------- |
| Deutschland (GfK)              | 86          |
| Österreich (Ö3)                | 65          |
| Schweiz (IFPI)                 | 59          |
| Vereinigte Staaten (Billboard) | 27          |
| Vereinigtes Königreich (OCC)   | 62          |

### Auszeichnungen für Musikverkäufe
Roses wurde weltweit mit 4× Gold und 39× Platin ausgezeichnet. Damit wurde die Single über 8,8 Millionen Mal verkauft.
| Land/Region                  | Auszeichnungen für Musikverkäufe (Land/Region, Auszeichnung, Verkäufe) | Verkäufe  |
| ---------------------------- | ---------------------------------------------------------------------- | --------- |
| Australien (ARIA)            | 5× Platin                                                              | 350.000   |
| Belgien (BRMA)               | Gold                                                                   | 15.000    |
| Brasilien (PMB)              | 3× Platin                                                              | 180.000   |
| Dänemark (IFPI)              | Platin                                                                 | 90.000    |
| Deutschland (BVMI)           | Platin                                                                 | 400.000   |
| Italien (FIMI)               | 2× Platin                                                              | 100.000   |
| Kanada (MC)                  | 9× Platin                                                              | 720.000   |
| Mexiko (AMPROFON)            | 7× Gold                                                                | 210.000   |
| Neuseeland (RMNZ)            | 4× Platin                                                              | 120.000   |
| Niederlande (NVPI)           | Platin                                                                 | 40.000    |
| Norwegen (IFPI)              | Platin                                                                 | 40.000    |
| Österreich (IFPI)            | Gold                                                                   | 15.000    |
| Polen (ZPAV)                 | 2× Platin                                                              | 40.000    |
| Schweden (IFPI)              | 4× Platin                                                              | 160.000   |
| Schweiz (IFPI)               | Platin                                                                 | 30.000    |
| Spanien (Promusicae)         | Gold                                                                   | 20.000    |
| Vereinigte Staaten (RIAA)    | 6× Platin                                                              | 6.000.000 |
| Vereinigtes Königreich (BPI) | Platin                                                                 | 600.000   |
| Insgesamt                    | 4× Gold · 44× Platin ·                                                 | 9.130.000 |

Hauptartikel: The Chainsmokers/Auszeichnungen für Musikverkäufe

## Formate
Download
1. Roses – 3:46

Remix-EP
1. Roses (The Him Remix) – 2:57
2. Roses (Zaxx Remix) – 3:10
3. Roses (King Arthur Remix) – 3:04
4. Roses (Loosid Remix) – 3:45
5. Roses (Lookas Remix) – 3:19